# Antipatros II av Makedonien
Antipatros II var kung av Makedonien från 297 till 294 f.Kr.